# Medium Tank T2
Medium Tank T2 (англ. средний танк T2) — опытный американский средний танк межвоенного периода. Серийно не производился, был построен всего один прототип.

## История создания
Вследствие не очень удачных испытаний Medium Tank M1921 в 1925-м году Департаментом вооружений Армии США была запущена программа разработки нового среднего танка массой около 15-ти тонн. Первоначальная машина, получившая обозначение Medium Tank M1924, почти полностью повторяла Medium Tank M1921, но вскоре его конструкцию признали устаревшей и взяли за основу нового танка, обозначенного Medium Tank T2, Light Tank T1.

## Описание конструкции
Внешне и конструкционно Medium Tank T2 напоминал британские Vickers Medium Mk. I/II. От них он получил общую компоновку: двигатель — спереди-справа, отделение управления — слева от него, трансмиссия и ведущие катки — сзади, там же — просторное боевое отделение, в корме корпуса — большой двустворчатый люк для входа-выхода экипажа. Сам корпус имел коробчатую форму и был защищён противопульной бронёй. Во лбу корпуса, справа от места механика-водителя была установлена 37-мм полуавтоматическая пушка Browning, впоследствии заменённая на 7,62-мм пулемёт M1919. Башня, имевшая цилиндрическую форму с небольшими «скосами» по бокам, находилась по центру боевого отделения и тоже имела противопульную защиту. В ней размещалось основное вооружение танка в виде 47-мм полуавтоматической пушки Browning и спаренного с ней 12,7-мм пулемёта M2. В передней части машины был установлен двигатель Liberty L-12, позволявший разгоняться до 40 км/ч. Двигатель был отделён от отделения управления и боевого отделения специальной перегородкой. Трансмиссия была расположена в корме. Ходовую часть T2 унаследовал от Light Tank T1.

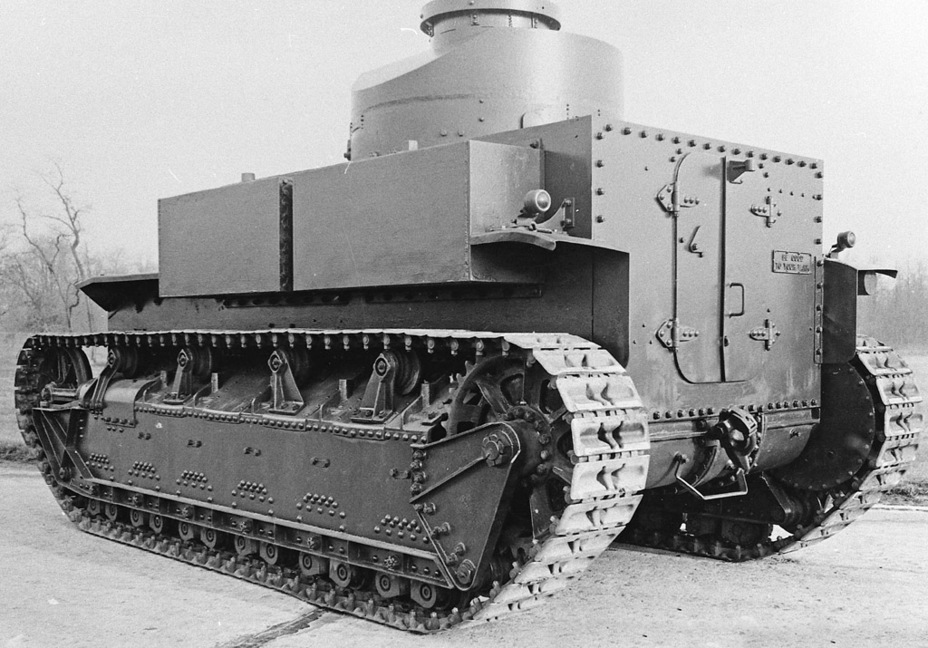
Вид сзади-слева.
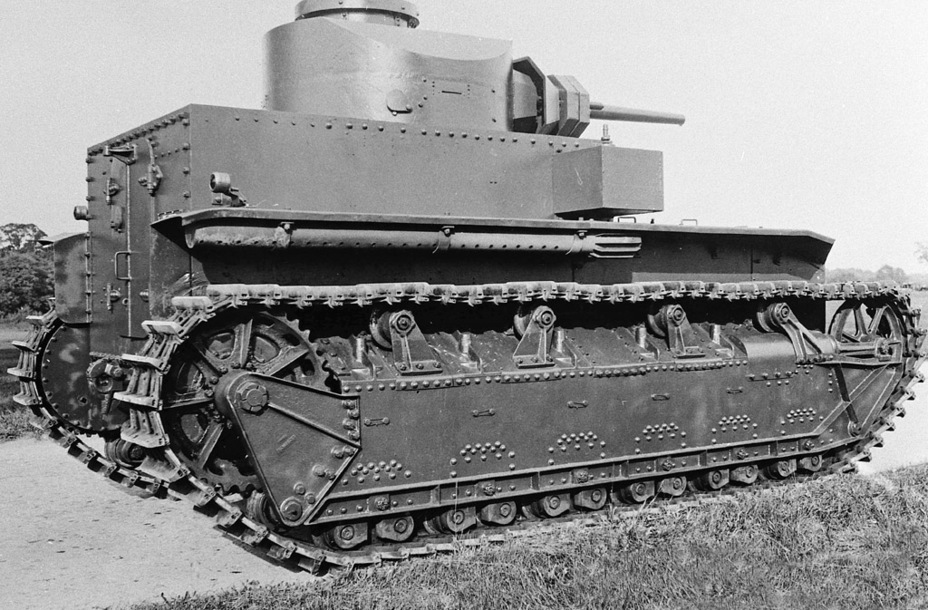
Вид сзади-справа.
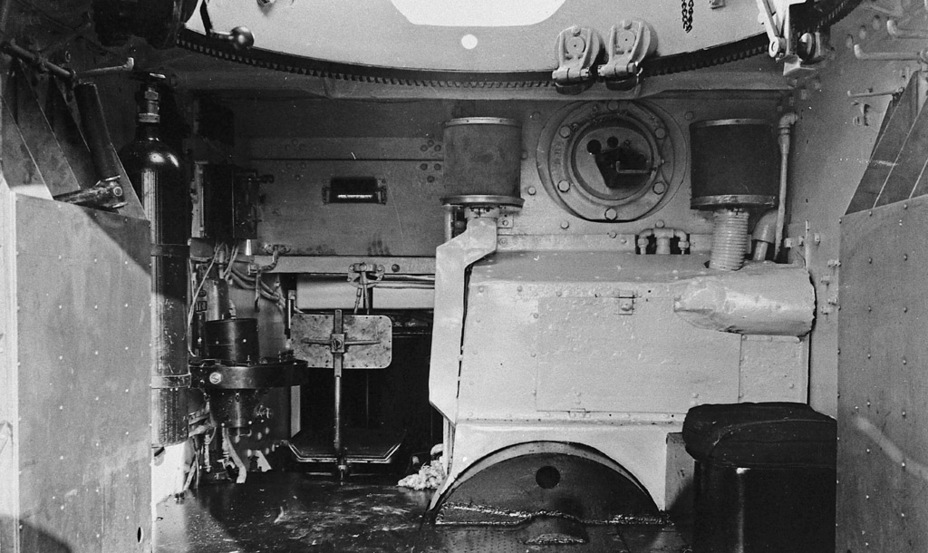
Вид на место механика-водителя.

## Испытания
Medium Tank T2 проходил испытания в период с декабря 1930 года по январь 1932 года. В их ходе он был признан лучшим танком, разработанным Департаментом вооружений Армии США, однако в конечном счёте проиграл M1931, спроектированному Дж. Кристи. Этот факт, а также общее сокращение военных расходов на фоне Великой депрессии привели к тому, что танк не был принят на вооружение. Единственный прототип был отправлен на Абердинский полигон, где до недавнего времени находился в экспозиции Музея вооружений Армии США (англ. U.S. Army Ordnance Museum). В данный момент музей находится в стадии переезда в Форт-Ли, штат Виргиния.

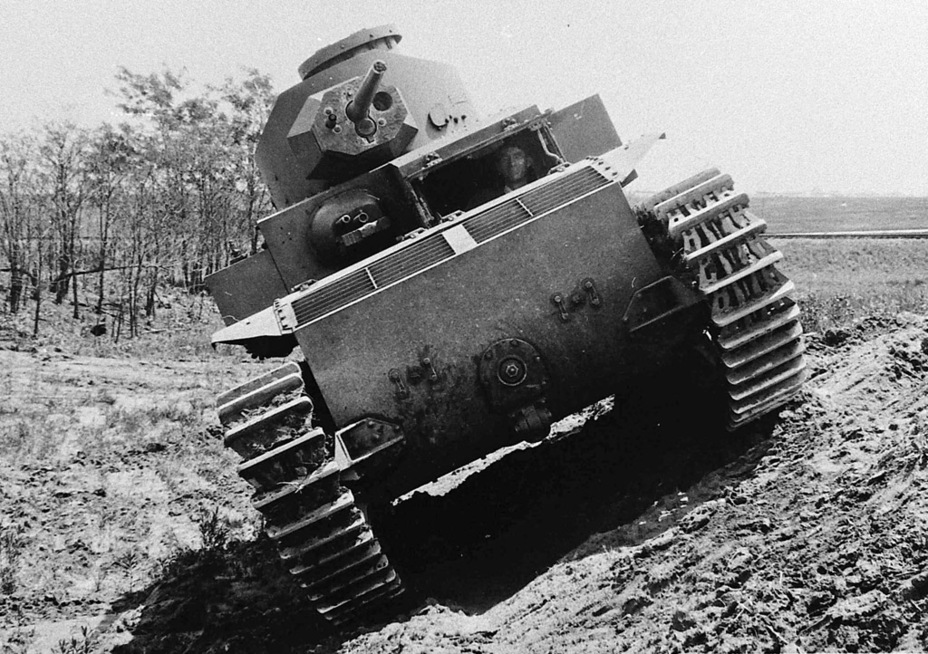
Medium Tank T2 на испытаниях на Абердинском полигоне в мае 1931 года.
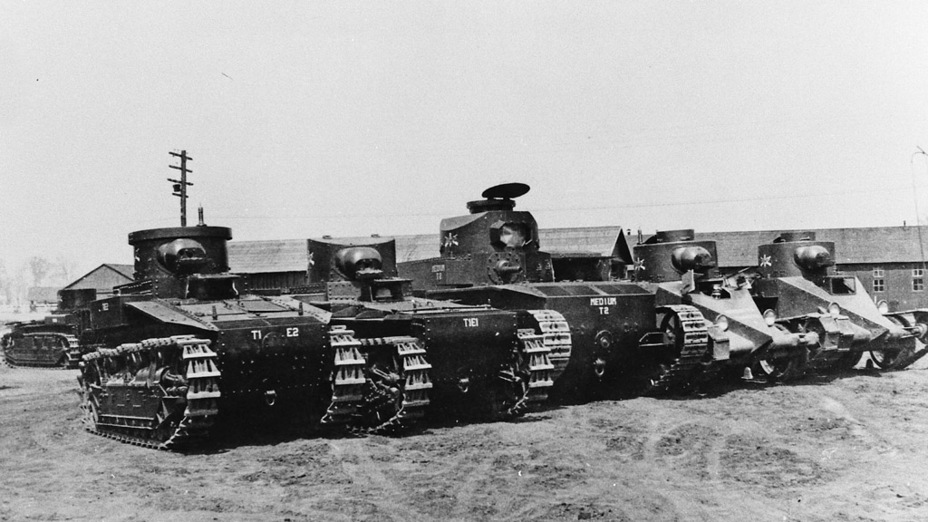
Танки 67-й пехотной роты на сравнительных испытаниях, Форт-Беннинг, США, 1932 год.
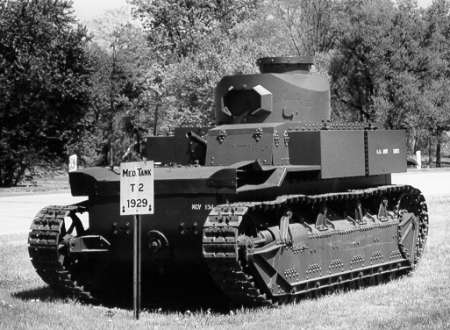
Medium Tank T2 в экспозиции Музея вооружений на Абердинском полигоне.